# جین گودال
بانو والری جین موریس گودال DBE (‎/ˈɡʊdɔːl/‎; انگلیسی: Dame Jane Morris Goodall؛ زاده ۳ آوریل ۱۹۳۴) معروف به جین‌گودال، دانشمندی انگلیسی است که در زمینه‌های نخستی‌شناسی، جانورشناسی، رفتارشناسی جانوران و انسان‌شناسی مطالعه می‌کند. او از سال ۲۰۰۲ سفیر صلح سازمان ملل در موضوع حفاظت از طبیعت است.
وی مؤسس سازمان غیردولتی حفاظت از شامپانزه‌ها، به نام Jane Goodall Institute است.

## اوایل زندگی
جین گودال سال ۱۹۳۴ در لندن به دنیا آمد و در دانشگاه کمبریج تحصیل کرد. او دربارهٔ شامپانزهها و حفاظت از آن‌ها مطالعه می‌کرد.
در کودکی، پدر گودال یک شامپانزه اسباب بازی به نام جوبیلی را به عنوان جایگزینی برای خرس عروسکی به او داد. گودال گفته است که علاقه‌اش به این اسباب‌بازی باعث عشق اولیه‌اش به حیوانات شد.